# Kis-Tarpataki-völgy

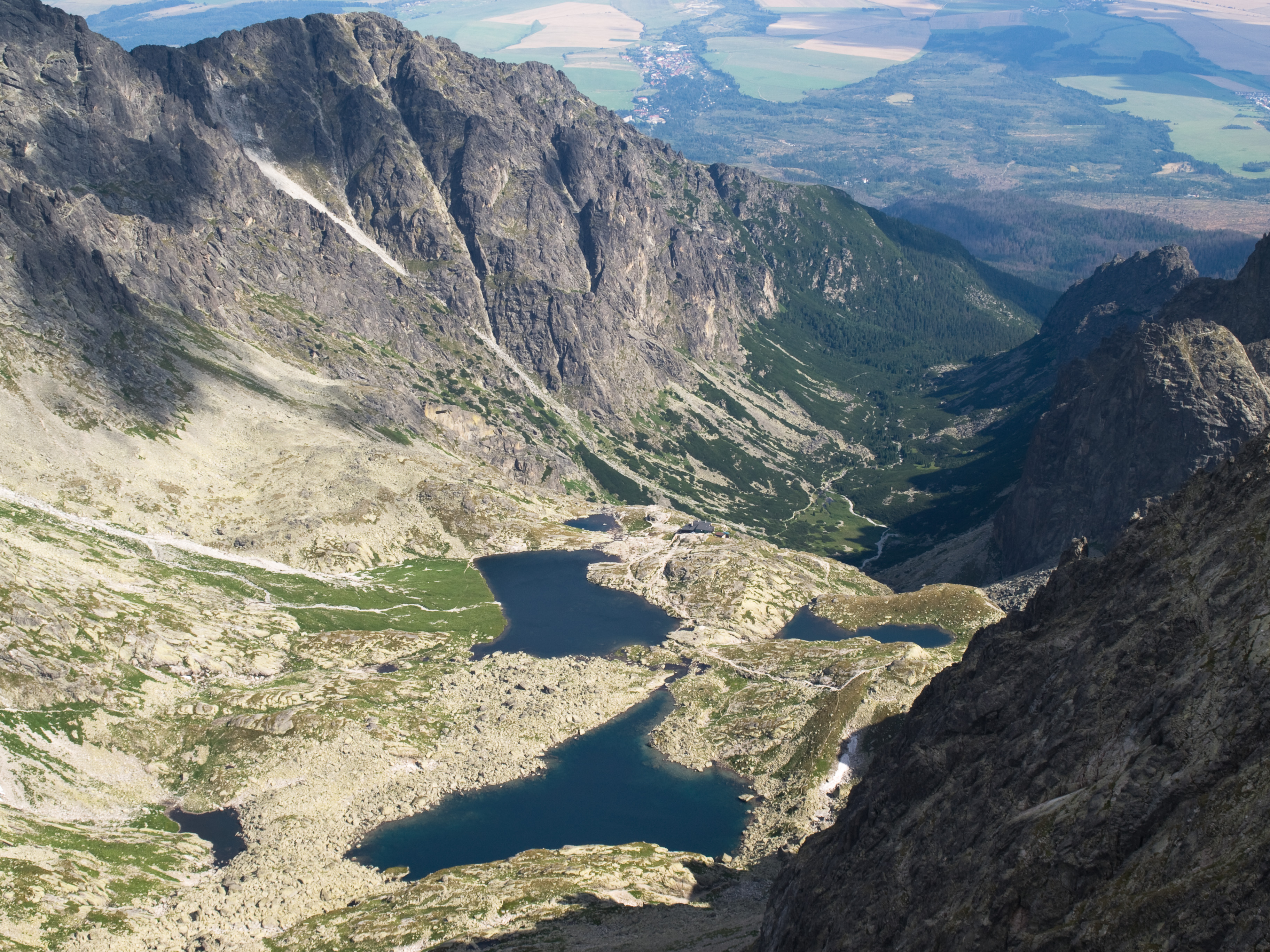
A Kis-Tarpataki-völgy a Szepesi-Öt-tóval, kilátás a Jég-völgyi-csúcsról

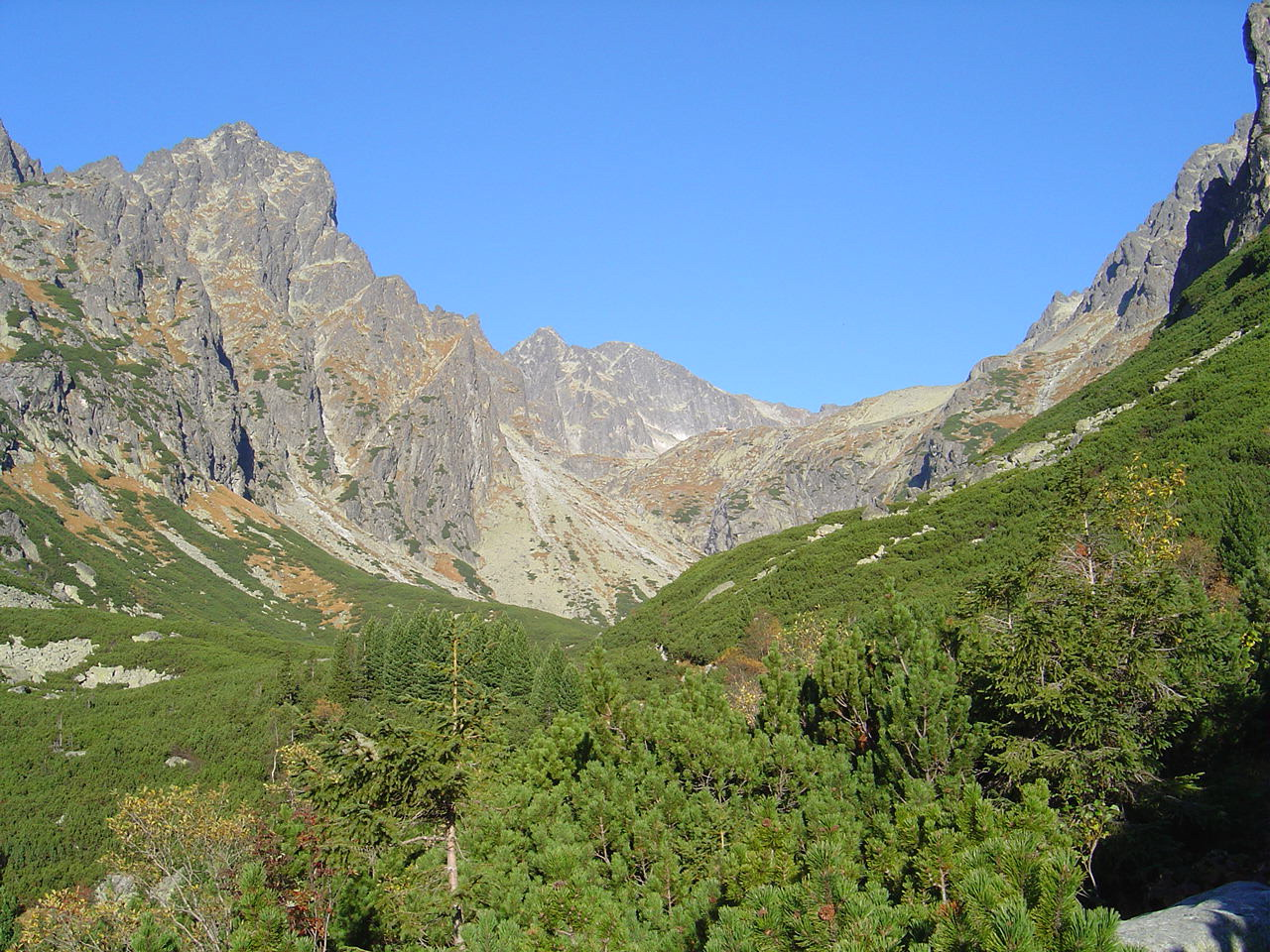
Kis-Tarpataki-völgy

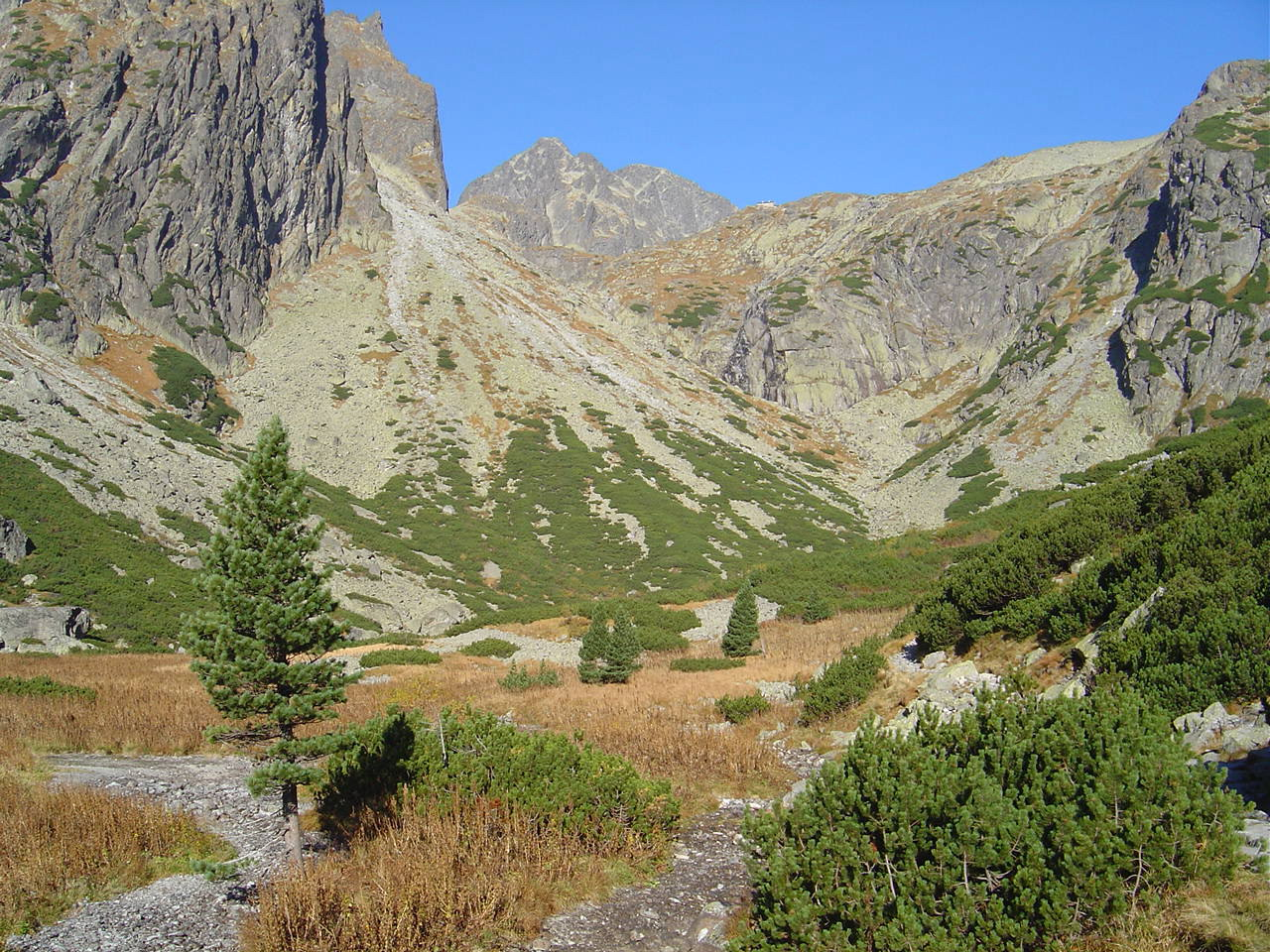
A Kis-Tarpataki-völgy, felül a Téry-ház

A Kis-Tar-pataki-völgy (szlovákul Malá Studená dolina) a Tar-pataki-völgy ÉK. felső része. Határai a Közép-gerinc, a főgerinc Vörös-torony–Zöld-tavi-őrtorony (Eljasz Valér-csúcs) szakasza, a Zöld-tavi-őrtorony (Eljasz Valér-csúcs) DK. oldalgerince (Lomnici-csúcs szárnyvonulata) a Lomnici-csúcsig. A völgy szája kb. 1300 m magasan van, egy kb. 130 m magas völgyküszöb előtt a Nagy- és Kis-Tar-patak összefolyásánál. Innen a völgy ÉNy. irányba húzódik, fokozatosan kiszélesedve. Hossza 4 km, területe 5,4 km². A völgy alsó, erdővel borított küszöbénél van az Óriás-vízesés.

## Neve
A völgy nevének eredetéről lásd a Tar-pataki-völgy leírásánál. Időnként a völgy nevét csak a tófal fölötti részre értik, ez helytelen, mivel a völgy a két Tar-patak összefolyásától a főgerincig terjed.

## Helyrajz
4,5 km hosszú, D-DK felé nyitott, nagyon szép, teraszos, az alsó részében erdővel borított völgy. A völgyben folyik a Kis-Tar-patak, mely a felső teraszon lévő Öt-tó vizét vezeti el. K-ről a Lomnici-gerinc, ÉK-ről a Lomnici-csúcs és a hozzá vezető gerinc, É-ÉNy-ról a főgerinc, DNy-ról a Közép-gerinc határolja. 
A völgy körül emelkedő főbb csúcsok: Lomnici-csúcs, Fecske-torony, Zöld-tavi-csúcs, Jég-völgyi-csúcs, Markazit-torony, Vörös-torony, Közép-orom. 

## Szálláslehetőségek
A völgy alsó részén, még az erdőhatár alatt áll a Zamkovszky-ház, és az Öt-tónál a Téry-ház. (A völgyben bivaklehetőségek vannak, de a nagy forgalom miatt óvatosan, csak sötétedés előtt kell becserkészni a bivakot). 

## Megközelítés
Ótátrafüredről siklóval a Tarajkára (7 perc). Onnan a Felső-turistaút (Magisztrálé) piros jelzésén  a Zamkovszky-háznál lévő elágazásig (1 1/4 óra). Itt balra a zöld jelzésen  a Téry-házhoz (1 3/4 óra).

## Átmenet a szomszédos völgyekbe
- A Késmárki-völgybe: A Téry-háztól az Öt-tó melletti ösvényen fel a Macska-torony alá, és a törmelékes folyosóban a Téry-horhosba (1 1/4 óra). A túloldalon, előbb lánccal biztosított sziklabordán, majd a folyosóban (hó) le a Nagy-Papirusz-völgybe, s tovább le a Zöld-tóhoz (1 1/4 óra).
- A Jávor-völgybe: A Téry-háztól a zöld jelzésen a Pfinn-kilátón át a Kis-Nyereghágó-völgyecskébe, és az elágazás után, továbbra is a zöld jelzésen, a Kék-tó mellett a Kis-Nyereg-hágóba (1 1/2 óra). A túloldalon le a Jávor-völgybe (Javorináig 3 3/4 óra).
- A Nagy-Tarpataki-völgybe: Az előbbiek szerint a zöld jelzésen a Kis-Nyereghágó-völgyecskébe (1/2 óra). Tovább balra, a sárgával jelzett láncos úton a Vörös-torony-hágóba (1 1/4 óra), és a túloldalon le a Hosszú-tavi menedékházig (3/4 óra). (csak ebben az irányban járható)

## Külső hivatkozások
- Túra a Kis-Tarpataki-völgyben